# Elijah Teter
Elijah Teter (ur. 7 marca 1984) – amerykański snowboardzista. Nie startował na igrzyskach olimpijskich ani na mistrzostwach świata. Najlepsze wyniki w Pucharze Świata osiągnął w sezonie 2007/2008, kiedy to zajął 87. miejsce w klasyfikacji generalnej.

## Sukcesy

### Puchar Świata

#### Miejsca w klasyfikacji generalnej
- 2002/2003 - -
- 2003/2004 - -
- 2004/2005 - -
- 2006/2007 - 99.
- 2007/2008 - 87.
- 2008/2009 - 272.

#### Miejsca na podium
1. Bardonecchia – 12 marca 2004 (Halfpipe) - 3. miejsce
2. Lake Placid – 10 marca 2007 (Halfpipe) - 3. miejsce